# Зулфикар (тенк)
Зулфикар је главни ирански борбени тенк. Име је добио по легендарном мачу. Први прототипови су израђени и тестирани током 1993. године. Предсеријска производња првих 6 модела почела је 1997. године. Заснован је на комбинацији технологије руског тенка Т-72 и америчких тенкова М48 и М60.

## Карактеристике
О овом тенку се зна врло мало. Зулфикар је наоружан 125 mm глаткоцијевним топом, који има сличне карактеристике као топ на руском Т-72; чак се и вјерује да има уграђени аутоматски пуњач. Подвозје и осовина тенка направљени су на основу тенкова М48 и М60. Систем управљања паљбом (СУП) је словеначки ЕФЦС-3, а исти такав постављен је на Сафиру-74. Овај СУП има могућност да гађа покретне циљеве из покрета. Оклоп је вишеслојни и могућа је надоградња са експлозивно-реактивним оклопом (ЕРО). За покретање користи дизел-мотор снаге 780 коњских снага и постиже највећу брзину од 70 км/ч.

## Корисници
- Иран - око 100.[1]